# チアゴ・サントス・サンタナ
チアゴ・サンタナ（Thiago Santana）ことチアゴ・サントス・サンタナ（Thiago Santos Santana、1993年2月4日 - ）は、ブラジル・バイーア州出身のプロサッカー選手。Jリーグ・浦和レッズ所属。ポジションはフォワード（FW）。

## 経歴
2011年にサンカルロスFCのトップチームの公式戦に初出場するが、その後2年間SCインテルナシオナルのユースチームで過ごす。2014年から期限付き移籍で複数チームを渡り歩き、2015年1月に加入したカンピオナート・カタリネンセ所属のCAヘルマン・アイヒンガーでチーム内得点王かつ自身のキャリア初の10ゴールを記録する。
2015年5月に移籍したフィゲイレンセFCでは、6月7日のSEパルメイラス戦でトップリーグ初出場を果たすと、後半16分に決勝ゴールを記録して勝利に貢献するがその後ブラジル国内では振るわなかった。
2016年6月、初の海外移籍先にポルトガルのプリメイラ・リーガを選び、ヴィトーリアFCに移籍するもゴールはタッサ・デ・ポルトガルで挙げた1点のみに終わる。しかし翌2017年6月に加入したリーガプロ・CDサンタ・クララでは3年半の間にリーグ戦35ゴールを挙げ得点源として活躍した。
2021年シーズンよりJ1リーグ・清水エスパルスに移籍。2月17日に行われた鹿島アントラーズとのリーグ開幕戦でスタメンでデビューし、初得点を記録した。2021シーズンはリーグ戦37試合に出場、12得点を記録した。
2022年は開幕前のトレーニング中に負傷し右足舟状骨骨折の診断を受け、開幕に間に合わなかったものの、復帰後は2トップの一角として得点を量産。最終的に27試合に出場し14得点を挙げ、クラブ史上初のJ1得点王に輝き、自身初のベストイレブンも受賞。しかしチームはこの年J2リーグ降格が決まっており、J2降格クラブから得点王が誕生したのは史上初。降格クラブからのベストイレブン選出は2012年の遠藤保仁（G大阪）以来の出来事となった。また、14得点は得点王としては2019年に仲川輝人とマルコス・ジュニオールが記録した15得点を下回るJ1リーグ史上最少記録となった。
2024年に浦和レッズに移籍、ほとんどのクラブがサポーターナンバーとして欠番としている背番号12を選択した理由について、「12日は今の奥さんとつきあい始めた日にちです」としている。4月3日の対FC東京戦（国立競技場）では、ハーフウェイライン付近からのロングシュートを決める衝撃的なゴールを挙げた。このゴールは4月度の月間ベストゴールに選ばれた。

## 日本での個人成績
| 国内大会個人成績 | 国内大会個人成績 | 国内大会個人成績 | 国内大会個人成績 | 国内大会個人成績 | 国内大会個人成績 | 国内大会個人成績 | 国内大会個人成績 | 国内大会個人成績 | 国内大会個人成績 | 国内大会個人成績 | 国内大会個人成績 |
| 年度             | クラブ           | 背番号           | リーグ           | リーグ戦         | リーグ戦         | リーグ杯         | リーグ杯         | オープン杯       | オープン杯       | 期間通算         | 期間通算         |
| 年度             | クラブ           | 背番号           | リーグ           | 出場             | 得点             | 出場             | 得点             | 出場             | 得点             | 出場             | 得点             |
| 日本             | 日本             | 日本             | 日本             | リーグ戦         | リーグ戦         | リーグ杯         | リーグ杯         | 天皇杯           | 天皇杯           | 期間通算         | 期間通算         |
| ---------------- | ---------------- | ---------------- | ---------------- | ---------------- | ---------------- | ---------------- | ---------------- | ---------------- | ---------------- | ---------------- | ---------------- |
| 2021             | 清水             | 9                | J1               | 37               | 13               | 3                | 1                | 1                | 0                | 41               | 14               |
| 2022             | 清水             | 9                | J1               | 27               | 14               | 3                | 0                | 2                | 2                | 32               | 16               |
| 2023             | 清水             | 9                | J2               | 38               | 12               | 2                | 1                | 0                | 0                | 40               | 13               |
| 2024             | 浦和             | 12               | J1               | 36               | 12               | 2                | 1                | -                | -                | 38               | 13               |
| 2025             | 浦和             | 12               | J1               |                  |                  |                  |                  |                  |                  |                  |                  |
| 通算             | 日本             | 日本             | J1               | 100              | 39               | 10               | 3                | 3                | 2                | 113              | 44               |
| 通算             | 日本             | 日本             | J2               | 38               | 12               | 2                | 1                | 0                | 0                | 40               | 13               |
| 総通算           | 総通算           | 総通算           | 総通算           | 138              | 51               | 12               | 4                | 3                | 2                | 153              | 57               |

出場歴
- Jリーグ初出場・初得点 - 2021年2月27日

J1第1節 鹿島アントラーズ戦 (県立カシマサッカースタジアム)
その他の公式戦
- 2023年
  - J1昇格プレーオフ 2試合1得点

## タイトル

### 個人
- J1リーグ得点王：1回（2022年）
- J1リーグベストイレブン：1回（2022年）
- J1リーグ月間ベストゴール：1回（2024年4月）